# Wrocław Wojnów Wschodni

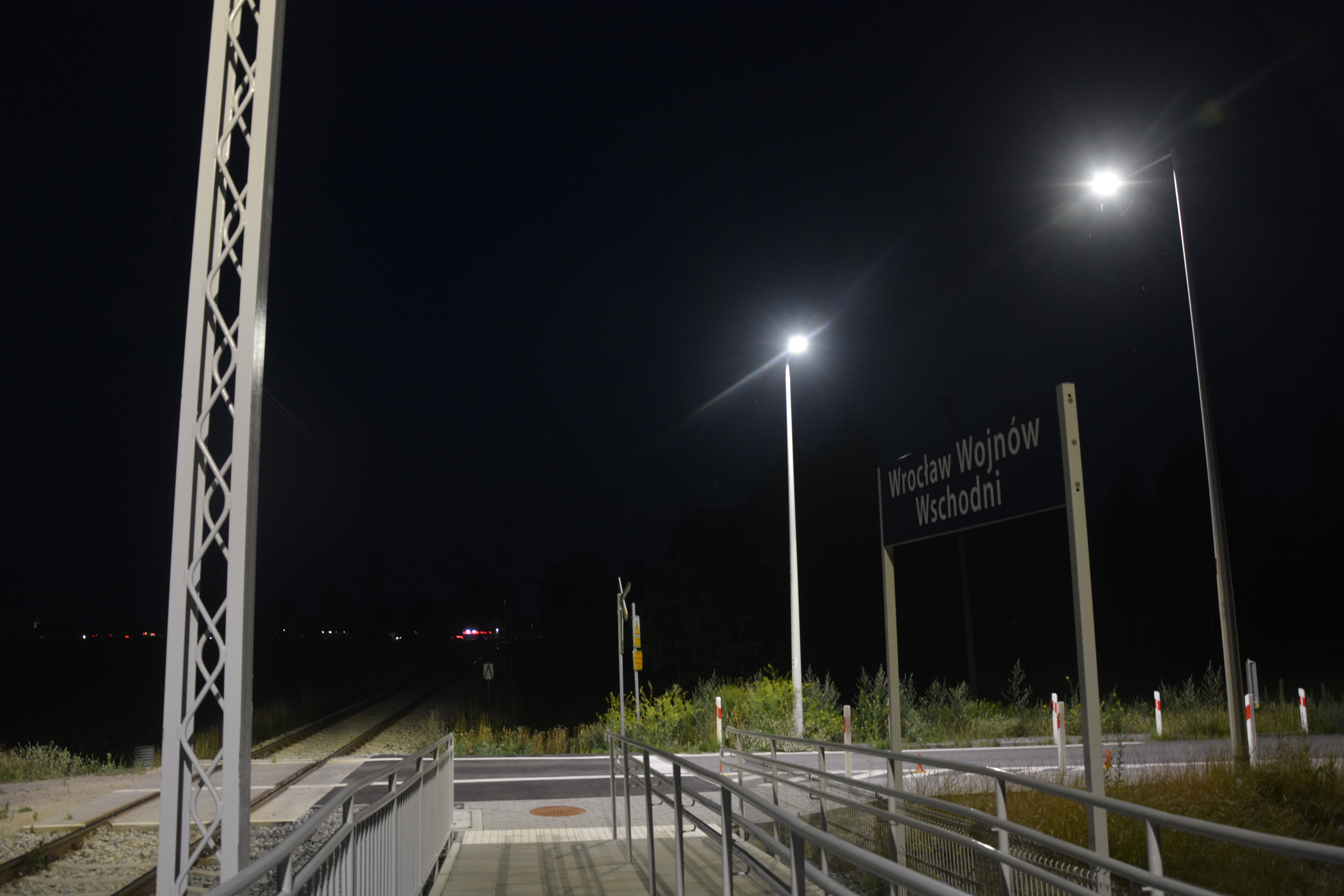

Wrocław Wojnów Wschodni – przystanek osobowy na wrocławskim Wojnowie na linii kolejowej nr 292 Jelcz Miłoszyce – Wrocław Osobowice. Otwarty 12 grudnia 2021, wraz z przywróceniem połączeń kolejowych na linii do Jelcza-Laskowic. 

## Ruch pasażerski
| Rok  | Wymiana pasażerska na dobę |
| ---- | -------------------------- |
| 2017 | –                          |
| 2022 | 20-49                      |
| 2023 | 20-49                      |